# Phaeotremella frondosa
Phaeotremella frondosa (синонім Tremella frondosa ) — вид грибів із родини Phaeotremellaceae, що утворюють коричнюваті, драглисті базидіокарпії (плодові тіла). Він широко поширений у північних регіонах з помірним кліматом і паразитує на інших видах грибів ( Stereum spp.), які ростуть на мертвих прикріплених і нещодавно впалих гілках широколистяних дерев.

## Таксономія
Tremella frondosa була вперше опублікована в 1822 році шведським мікологом Еліасом Магнусом Фрісом . Вид чітко не відрізнявся від Tremella foliacea, поки молекулярні дослідження, засновані на кладистичному аналізі послідовностей ДНК, не показали, що назва Tremella foliacea охоплює кілька подібних, але відмінних видів.  Phaeotremella frondosa — це назва широко поширених видів, що ростуть на широколистяних деревах, тоді як Phaeotremella foliacea обмежується хвойними деревами. 
Епітет «фрондоза» означає «листяний», посилаючись на форму плодових тіл.

## Опис
Плодові тіла драглисті, від блідо- до темно-коричневих, до 7 см завширшки, схожі на водорості (з розгалуженими, хвилястими листочками). Мікроскопічно гіфи затиснуті і знаходяться в щільному желатиновому матриксі. Гаусторіальні клітини виникають на гіфах, виробляючи нитки, які прикріплюються до гіф хазяїна та проникають у них. Базидії тремелоїдні (від кулястої до еліпсоїдної, з косими або вертикальними перегородками), 13-18 на 12-16 мкм, зазвичай без черешків. Базидіоспори від субкулястих до широко еліпсоїдних, гладкі, 6,5-10,5 на 5-9 мкм і проростають через гіфальну трубку або дріжджові клітини.  

## Подібні види
Phaeotremella foliacea паразитує на Stereum sanguinolentum на хвойних деревах. Phaeotremella fimbriata — європейський вид, що паразитує на широколистяних деревах Stereum rugosum. Його плодові тіла порівняно маленькі і від темно-коричневого до чорного. Phaeotremella eugeniae є його аналогом помірної Азії. 

## Ареал і поширення
Phaeotremella frondosa є паразитом видів Stereum, включаючи S. hirsutum і S. rugosum, які ростуть на гіфах господаря в деревині, а не на плодових тілах господаря. Слідом за своїми господарями плодові тіла P. frondosa зазвичай зустрічаються на мертвих, прикріплених або нещодавно впалих гілках широколистяних дерев. 
Вид відомий з Північної Америки, Європи та Північної Азії. 

## Практичне застосування
Їстівний гриб.